# E. Janowitzer & Cia. Ltda.
A Empresa Janowitzer Wahle & Cia foi fundada em fins de 1907; sendo sucessora da casa Janowitzer Vert & Cia., exerceu suas atividades por cerca 21 anos. 
A empresa importava  toda a sorte de artigos, mas principalmente aparelhos e peças de precisão, como lentes e medidores para microscópios e telégrafos. Obteve contratos de importação com o governo do Rio de Janeiro para adquirir esses componentes, atendiam também o  Ministério da Marinha.
Forneceram também ao Ministério da Guerra a totalidade dos materiais para construção da Vila Militar e considerável número de máquinas para o Arsenal de Guerra. Para o Ministério das Obras Públicas, construíram a estação radiotelegráfica do Rio.
Entre as empresas que a Janowitzer representava, encontram-se  Gebrueder Goedhart .G. (Düsseldorf), que  tinha contrato para grandes obras de aterro na baía do Rio de Janeiro; Hannovesche Maschinenbau A.G. (Hannover), fabricantes de locomotivas e de caldeiras; C. Lorenz A. G. (Berlim), fabricantes de estações radiotelegráficas; Gebrueder Boehler . G. (Viena), fornecedores de estruturas de aço; C. Reichert (Viena), fabricantes de microscópios; J. Cook & Sons Ltd. (Londres), fabricantes de teodolitos.